# Diocese de San Nicolás de los Arroyos
A Diocese de San Nicolás de los Arroyos (em latim: Dioecesis Sancti Nicolai de los Arroyos) é uma diocese localizada na cidade de San Nicolás de los Arroyos, pertencente a Arquidiocese de Rosário na Argentina. Foi fundada em 3 de março de 1947 pelo Papa Pio XII. Com uma população católica de 420.000 habitantes, sendo 84,8% da população total, possui 61 paróquias com dados de 2014.

## História
A Diocese de San Nicolás de los Arroyos foi criada em 3 de março de 1947 pela cisão da Arquidiocese de La Plata e da então Diocese de Mercedes, essa elevada a condição de arquidiocese em 21 de novembro de 1997. Em 11 de fevereiro de 1957, juntamente com a Arquidiocese de La Plata perdem territórios para a criação da Diocese de San Isidro. Em 27 de março de 1976, juntamente com a Diocese de San Isidro perdem territórios para a criação da Diocese de Zárate-Campana. 

## Lista de bispos
A seguir uma lista de bispos desde a criação da diocese. 
|        | Nome                         | Período    | Notas                           |
| Bispos | Bispos                       | Bispos     | Bispos                          |
| ------ | ---------------------------- | ---------- | ------------------------------- |
| 8º     | Hugo Norberto Santiago       | 2016-atual |                                 |
| 7º     | Héctor Sabatino Cardelli     | 2004-2016  |                                 |
| 6º     | Mario Luis Bautista Maulión  | 1995-2003  | Nomeado Arcebispo de Paraná     |
| 5º     | Domingo Salvador Castagna    | 1984-1994  | Nomeado Arcebispo de Corrientes |
| 4º     | Fortunato Antonio Rossi      | 1977-1983  | Nomeado Arcebispo de Corrientes |
| 3º     | Carlos Horacio Ponce de Léon | 1966-1977  |                                 |
| 2º     | Francisco Juan Vénnera       | 1959-1966  |                                 |
| 1º     | Silvino Martínez             | 1954-1959  | Nomeado Bispo de Rosário        |